# Lampropeltis mexicana
Espèce
Synonymes
- Ophibolus triangulus mexicanus Garman, 1884
- Coronella leonis Günther, 1893
- Lampropeltis mexicana leonis (Günther, 1893)
- Oreophis boulengeri Dugès, 1897
- Lampropeltis thayeri Loveridge, 1924
- Lampropeltis greeri Webb, 1961
- Lampropeltis mexicana greeri Webb, 1961

Statut de conservation UICN

 LC  : Préoccupation mineure
Lampropeltis mexicana, le Serpent-roi de San Luis, est une espèce de serpents, de la famille des Colubridés.

## Répartition
Cette espèce est endémique du Mexique. Elle se rencontre entre 1 300 et 2 400 m d'altitude dans le sud du Nuevo León, dans l'ouest du San Luis Potosí, dans l’extrême Nord-Est du Jalisco, dans le nord-ouest du Guanajuato, dans l’extrême Ouest du Tamaulipas et dans l’extrême Sud-Est du Coahuila ainsi que dans les États d'Aguascalientes, du Durango et du Zacatecas.

## Description
Lampropeltis mexicana mesure en moyenne de 90 cm à 120 cm selon les espèces. Son dos est généralement gris argenté avec des bandes rouge vif bordées de noir qui peut virer au bordeaux.
Ce serpent vit dans les forêts de résineux de montagne. Il est essentiellement nocturne et mène une vie extrêmement discrète.

## Liste des sous-espèces
Selon The Reptile Database (18 décembre 2013) :
- Lampropeltis mexicana mexicana (Garman, 1884)
- Lampropeltis mexicana thayeri Loveridge, 1924

## Élevage en captivité
Grâce à sa taille inférieure aux pythons et à sa beauté, c'est un serpent assez commun en terrariophilie. Il se nourrit généralement de morts pour ne pas être blessé.

## Publications originales
- Garman, 1884 : The North American reptiles and batrachians. A list of the species occuring north of the Isthmus of Tehuantepec, with references. Bulletin of the Essex Institute, vol. 16, p. 1-46 (texte intégral).
- Günther, 1893 : Reptilia and Batrachia, Biologia Centrali-Américana, Taylor, & Francis, London, p. 1-326 (texte intégral).
- Loveridge, 1924 : A new snake of the genus Lampropeltis. Occasional papers of the Boston Society of Natural History, vol. 5, p. 137-139 (texte intégral).
- Webb, 1961 : A new kingsnake from Mexico, with remarks on the mexicana group of the genus Lampropeltis. Copeia, vol. 1961, no 3, p. 326-333.